# Chimie verde
Chimia verde (adesea numită chimie durabilă) este o ramură a chimiei și a ingineriei chimice care se ocupă cu descoperirea de noi produși și procedee de sinteză prin care se minimizează producerea de substanțe periculoase. În timp ce chimia ambientală se axează pe efectele compușilor poluanți asupra naturii, chimia verde are ca scop definirea metodelor tehnologice prin care se previne poluarea și se reduce consumul resurselor neregenerabile.

## Exemple
- Noi solvenți mai puțin periculoși sau toxici pentru mediu
- Transesterificarea grăsimilor